# 사랑의 시대
《사랑의 시대》(Kollektivet)는 2016년 공개된 덴마크의 드라마 영화이다.

## 출연

### 주연
- 트린 디어홈
- 율리히 톰센
- 마샤 소피 발스트룀 한센
- 헬렌 레인가르드 뉴먼
- 페레스 파레스
- 줄리 아그넷 뱅
- 라르스 란데

### 조연
- 올레 두폰트

## 기타
- 미술: 니엘스 세제르
- 의상: 엘렌 렌스